# Hokej na travi na OI 2016.
Hokej na travi na OI 2016. u Rio de Janeiru održavao se od 6. do 19. kolovoza na terenima Centro Nacional de Hóquei. Natjecale su se 24 reprezentacije po 12 u muškoj i ženskoj konkurenciji.

## Osvajači medalja i plasman
| Disciplina | Zlato                  | Srebro     | Bronca   | 4           | 5          | 6          | 7           | 8          | 9                      | 10    | 11           | 12     |
| ---------- | ---------------------- | ---------- | -------- | ----------- | ---------- | ---------- | ----------- | ---------- | ---------------------- | ----- | ------------ | ------ |
| Muškarci   | Argentina              | Belgija    | Njemačka | Nizozemska  | Španjolska | Australija | Novi Zeland | Indija     | Ujedinjeno Kraljevstvo | Irska | Kanada       | Brazil |
| Žene       | Ujedinjeno Kraljevstvo | Nizozemska | Njemačka | Novi Zeland | SAD        | Australija | Argentina   | Španjolska | NR Kina                | Japan | Južna Koreja | Indija |

## Vanjske poveznice
- Međunarodna hokejaška organizacija